# Linear Tape-Open

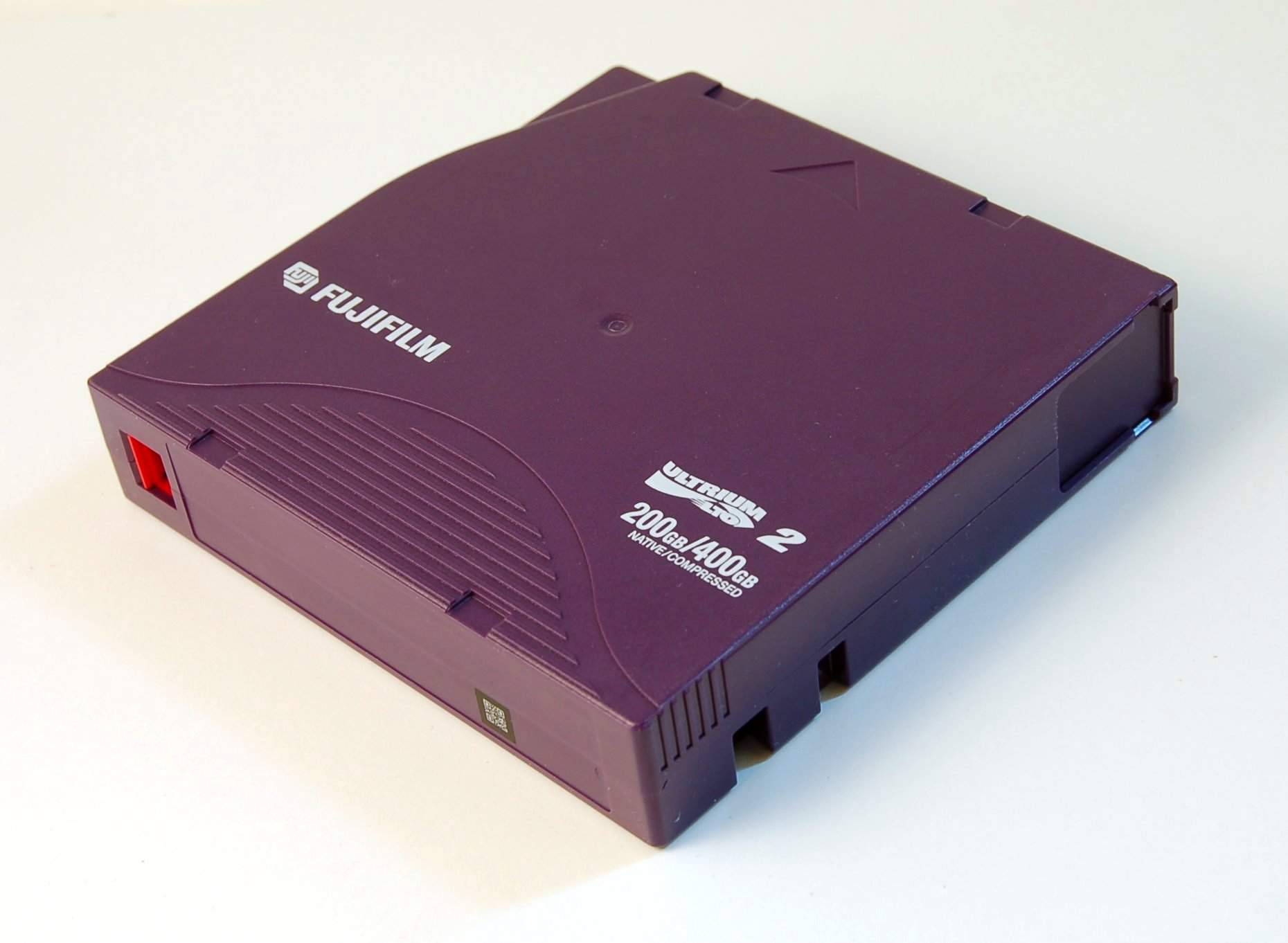

Linear Tape-Open (LTO) é uma tecnologia de armazenamento de dados em fita magnética desenvolvida originalmente na década de 1990 como uma alternativa de padrões abertos a formatos proprietários de fita magnética que estavam disponíveis na época (DLT). Seagate, HP e IBM iniciaram o Consórcio LTO, que dirige o desenvolvimento e gerência de licenciamento e certificação dos fabricantes de mídia e mecanismo. O modelo de formulário-fator da tecnologia LTO atende pelo nome Ultrium, a versão original que foi lançado em 2000 e podia armazenar 100 GB de dados em um único cartucho. A versão mais recente, LTO-9, foi anunciada em 2020, tendo sido lançada em 2021 e pode armazenar 18 TB, num cartucho do mesmo tamanho. Desde 2002, a LTO tem sido a melhor escolha de formato de "fita" e é amplamente utilizada para pequeno e grande porte de sistemas computacionais, principalmente para HSM (Hierarchical Storage Management) e backup.
Em 2025 foi lançada a décima geração LTO-10, aumentando a capacidade nativa para 30 TB, mantendo a velocidade nativa de 400 MBps. Esta geração não é retrocompatível, não sendo os gravadores capazes de ler cartuchos LTO-9. Uma das vantagens da LTO-10 é não necessitar de calibração.

## Contexto histórico
As fitas magnéticas de meia polegada são utilizadas para armazenamento de dados há mais de 50 anos. Em meados dos anos 1980, IBM e DEC colocaram este tipo de fita em uma única bobina em cartucho fechado. Embora as fitas físicas fossem nominalmente do mesmo tamanho, as tecnologias e mercados de destino eram significativamente diferentes e não havia compatibilidade entre elas. A IBM chamou sua fita de 3480 (devido ao nome de um produto da IBM que utilizava esse tipo de fita) e a projetou para atender os requisitos exigentes de seus produtos de mainframe. A DEC originalmente chamou a fita deles de CompacTape, mas mais tarde foi rebatizada como DLT e vendida à Quantum Corporation . No final dos anos 1980, o formato Data8 da empresa Exabyte, derivado de um cartucho de vídeo de 8 mm de bobina dupla da Sony, ganhou popularidade, especialmente nos sistemas UNIX. A Sony seguiu esse sucesso com o seu próprio formato de dados de 8mm, Fita Inteligente Avançada (AIT), atualmente fora de linha.
No final dos anos 1990, a DLT da Quantum e a AIT da Sony eram as opções principais para armazenamento em fita de alta capacidade para servidores PC e sistemas UNIX. Essas tecnologias foram (e ainda são) rigidamente controladas por seus proprietários. Consequentemente, havia pouca concorrência entre os vendedores e os preços eram relativamente altos.
Para mudar essa situação, as empresas IBM, HP e Seagate criaram o Consórcio LTO, através da introdução de um formato mais aberto com foco no mesmo segmento de mercado. Grande parte da tecnologia é uma extensão do trabalho realizado pela IBM em seu laboratório de Tucson durante os 20 anos anteriores. Os planos iniciais consistiam em dois formatos LTO para competir diretamente com os líderes de mercado: Ultrium, com fita de meia polegada em uma única bobina, otimizado para alta capacidade; e Accelis, com fita de 8 mm em bobina dupla, otimizado para baixa latência.
Por volta da época do lançamento do LTO-1, a divisão de fita magnética da Seagate foi desmembrada como Seagate Soluções de Armazenamento Removível, mais tarde renomeado Certance, que mais tarde foi adquirida pela Quantum.

## Gerações
| Formato                                                 | LTO-1            | LTO-2            | LTO-3            | LTO-4            | LTO-5      | LTO-6        | LTO-7        | LTO-8        | LTO-9                                  | LTO-10        | LTO-11            | LTO-12            |
| Data de lançamento                                      | 2000             | 2003             | 2005             | 2007             | 2010       | Dez. 2012    | Dez. 2015    | 2017 (Q4)    | Set. 2020. Adiado até ao final de 2021 | Junho de 2025 | A anunciar        | A anunciar        |
| Capacidade nativa/bruta de dados                        | 100 GB           | 200 GB           | 400 GB           | 800 GB           | 1.5 TB     | 2.5 TB       | 6.0 TB       | 12 TB        | 18 TB                                  | 30 TB         | 72 TB             | 144 TB            |
| Capacidade comprimida de dados                          | 200 GB           | 400 GB           | 800 GB           | 1,6 TB           | 3 TB       | 6,25 TB      | 15 TB        | 30 TB        | 45 TB                                  | 75 TB         | 180 TB            | 360TB             |
| Velocidade bruta máxima de dados não comprimidos (MB/s) | 20               | 40               | 80               | 120              | 140        | 160          | 300          | 360          | 400                                    | 400           | A anunciar        | A anunciar        |
| Velocidade comprimida máxima (MB/s)                     | 40               | 80               | 160              | 240              | 280        | 400          | 750          | 900          | 1000                                   | 1100          |                   |                   |
| Tempo de escrita completa à velocidade máxima (hh:mm)   | 1:25             | 1:25             | 1:25             | 1:50             | 3:10       | 5:30         | 5:55         | 9:15         | 12:30                                  | 12:07         | A anunciar        | A anunciar        |
| Capacidade de Compressão?                               | Sim, "2:1"       | Sim, "2:1"       | Sim, "2:1"       | Sim, "2:1"       | Sim, "2:1" | Sim, "2.5:1" | Sim, "2.5:1" | Sim, "2.5:1" | Sim, "2.5:1"                           | Sim, "2.5:1"  | Planeada, "2.5:1" | Planeada, "2.5:1" |
| Capacidade fitas tipo WORM?                             | Não              | Não              | Sim              | Sim              | Sim        | Sim          | Sim          | Sim          | Sim                                    | Sim           | Planeada          |                   |
| Capacidade de Ecncriptação?                             | Não              | Não              | Não              | Sim              | Sim        | Sim          | Sim          | Sim          | Sim                                    | Sim           | Planeada          |                   |
| Número de partições máximo                              | 1 (sem partição) | 1 (sem partição) | 1 (sem partição) | 1 (sem partição) | 2          | 4            | 4            | 4            | 4                                      | Planeada      | Planeada          | Planeada          |
|                                                         |                  |                  |                  |                  |            |              |              |              |                                        |               |                   |                   |

|                            | Geração | Geração | Geração | Geração | Geração | Geração | Geração | Geração | Geração |        |
| Atributo                   | LTO-1   | LTO-2   | LTO-3   | LTO-4   | LTO-5   | LTO-6   | LTO-7   | LTO-8   | LTO-9   | LTO-10 |
| -------------------------- | ------- | ------- | ------- | ------- | ------- | ------- | ------- | ------- | ------- | ------ |
| Data de lançamento         | 2000    | 2003    | 2005    | 2007    | 2010    | 2012    | 2015    | 2017    | 2021    | 2025   |
| Capacidade nativa de dados | 100 GB  | 200 GB  | 400 GB  | 800 GB  | 1.5 TB  | 2.5 TB  | 6 TB    | 12 TB   | 18 TB   | 30 TB  |
| Velocidade Max (MB/s)      | 20      | 40      | 80      | 120     | 140     | 160     | 300     | 360     | 400     | 400    |
| Capacidade WORM?           | Não     | Não     | Sim     | Sim     | Sim     | Sim     | Sim     | Sim     | Sim     | Sim    |
| Capacidade de encriptação? | Não     | Não     | Não     | Sim     | Sim     | Sim     | Sim     | Sim     | Sim     | Sim    |
| Espessura da fita          | 8,9 μm  | 8,9 μm  | 8,0 μm  | 6,6 μm  | 6,4 μm  | 6,1 μm  |         |         |         |        |
| Tamanho da fita            | 609 m   | 609 m   | 680 m   | 820 m   | 846 m   | 846 m   |         |         |         |        |
| Trilhas                    | 384     | 512     | 704     | 896     | 1280    | 2176    |         |         |         |        |
| Elementos de escrita       | 8       | 8       | 16      | 16      | 16      | 16      |         |         |         |        |
| Voltas por banda           | 12      | 16      | 11      | 14      | 20      | 34      |         |         |         |        |
| Densidade linear (bits/mm) | 4880    | 7398    | 9638    | 13250   | 15142   | 15143   |         |         |         |        |
| Codificação                | RLL 1,7 | PRML    | PRML    | PRML    |         |         |         |         |         |        |